# Massimo Rotundo
Massimo Rotundo (Roma, 11 aprile 1955) è un fumettista, illustratore e pittore italiano.

## Biografia
Dopo aver frequentato l'Accademia di Belle Arti ed essersi diplomato in decorazione, esordisce come fumettista collaborando con l'Eura Editoriale nel 1978 sulla rivista Lanciostory disegnando fumetti e copertine. Ben presto viene notato e il suo nome inizia ad apparite su diverse altre riviste come Heavy Metal e l'Ècho des Savanes.

Intorno ai primi anni ottanta, periodo d'oro delle riviste di fumetti d'autore, Rotundo alterna la sua collaborazione tra varie testate. Dopo i settimanali dell'Eura Rotundo approda brevemente su L'Eternauta e sul numero 12 della rivista, del febbraio 1983, pubblica L'ultimo viaggio a Delos, breve storia di fantascienza a colori di appena quattro tavole su testi di Maria Teresa Contini. Dopo questa breve esperienza Rotundo tornerà sulle pagine della rivista solo dopo dieci anni con Tigre Tigre, un altro fumetto di fantascienza scritto questa volta però da Riccardo Barreiro.                                                          

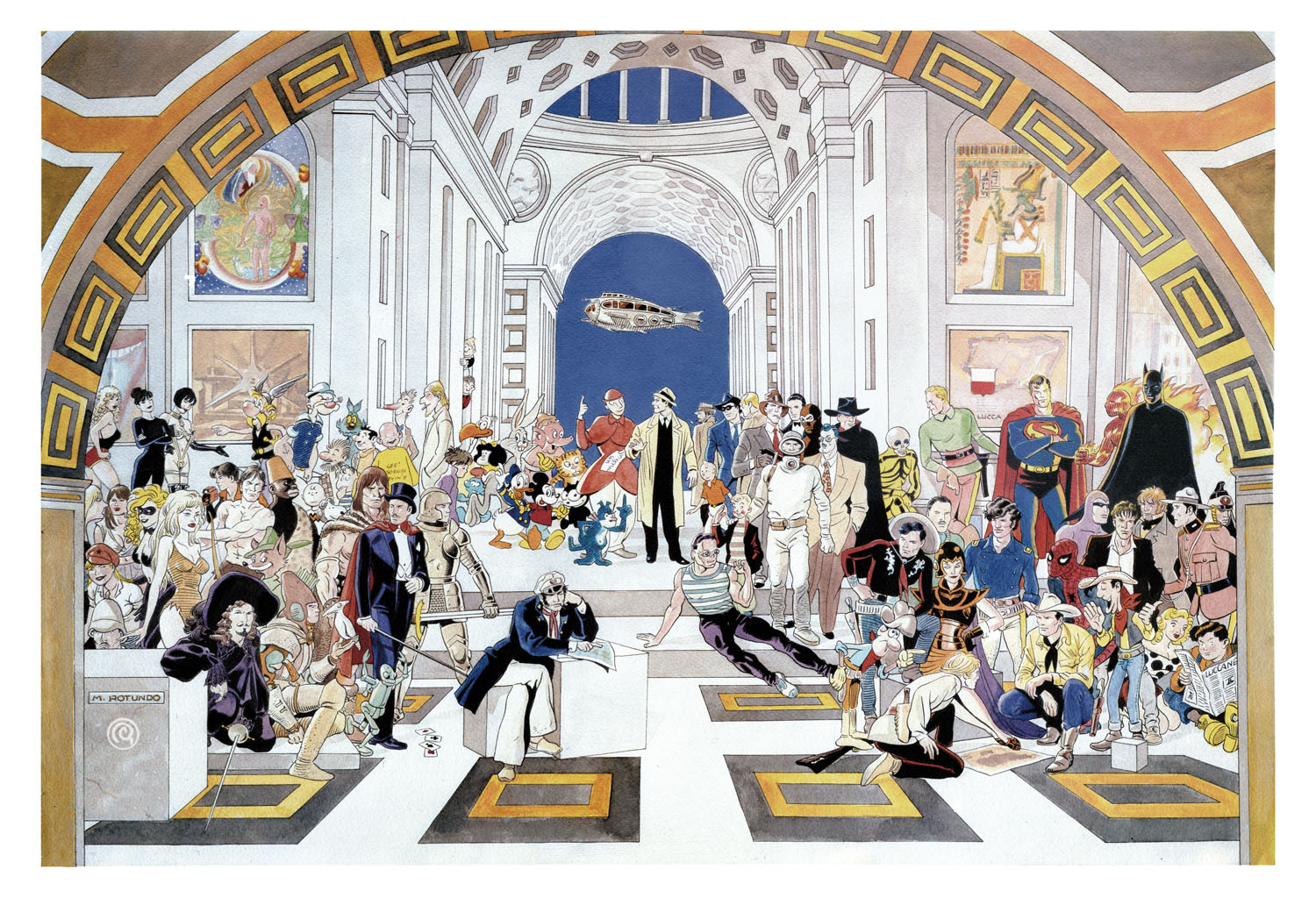
Illustrazione per manifesto Lucca comics 90

Nello stesso periodo esordisce sul settimo numero della rivista Orient Express del gennaio 1983 con l'affascinante racconto a fumetti denominato Il Pescatore, su testi di Riccardo Barreiro, storia di fantascienza su un possibile futuro devastato dall'incoscienza dell'uomo e successivamente, sempre su Orient Express, pubblica Il detective senza nome su sceneggiatura di Luigi Mignacco a partire dal numero 17 della rivista del dicembre 1983. Entrambi i fumetti sono stati poi riproposti nella collana Gli albi di Orient Express. Su Orient Express numero 26 del novembre 1984, sempre su testi di Barreiro, realizza la breve storia dell'investigatore privato Lou Alcaide denominata Un drago sull'autostrada. Nel frattempo collabora con numerose riviste di moda e costume ma anche di fumetti come Glamour e Diva.
Nel 1985 inizia a collaborare con la rivista Comic Art con la storia La città del non ritorno su testi di Giuseppe Ferrandino. La collaborazione con la rivista durerà a lungo e vedrà la nascita di alcuni importanti personaggi. Su Comic Art troveranno spazio i sei episodi che compongono il fumetto Esotica, realizzato a quattro mani con l'amico Franco Saudelli per il supplemento L'Espresso Più a partire dal maggio 1987. Nel gennaio 1987, sul numero 29 di Comic Art, esordisce Sera Torbara, fumetto  di ambientazione storica con personaggi complessi e trame accattivanti, con il suo primo episodio: Il volo degli dei. Il protagonista, Sera Torbara appunto, è un ufficiale dell'esercito ottomano, disertore e assassino. Seguiranno Le lacrime di Giuda a partire dal numero 60 di Comic Art dell'ottobre 1989 e Marcia turca, una serie di cinque storie brevi pubblicate a partire dal numero 66 Comic Art dell'aprile 1990 composta da Barcarola, Gavotta, Allegro, Quadriglia e Gran finale, che sono in realtà un prequel delle vicende narrate nel primo episodio. Sempre su Comic Art dal numero 66 dell'aprile 1990 fa la sua comparsa il personaggio di Tovarisc Nina, sceneggiato e disegnato da Rotundo, definito dallo stesso autore il fumetto della Perestrojka, curioso fumetto di ambientazione pseudocomunista con protagoniste affascinanti, e svestite, donnine soldato a tutto interessate fuorché alla guerra. Il primo episodio dal titolo Guerra calda mostra un futuro prossimo in cui la Russia non ha subito il tracollo e l'URSS è ancora in piedi.
Rotundo ha anche partecipato alla realizzazione del fumetto a più mani Rudy X pubblicato a partire da Comic Art numero 37 dell'ottobre 1987; la serie, prodotta dallo stesso Comic Art, ha visto diversi autori occuparsi dei diversi aspetti relativi al fumetto. Rotundo si è occupato di studiare look, fisionomie ed abbigliamento dei personaggi mentre gli altri autori coinvolti sono Traini, Pedrazzi, Saudelli, Coletta, Torti.
Per l'editore francese Albin Michel pubblica nel 1988 la serie erotica Ex Libris Eroticis che lo fa conoscere ed apprezzare in Francia. Si tratta di storie brevissime in cui l'erotismo si lega alla storia e alla cultura delle ambientazioni composte ogni volta da una città diversa che, di volta in volta, viene scelta come sfondo rivisitando a fumetti la letteratura erotica e l'illustrazione dei primi del Novecento. Il fumetto verrà riproposto sulle pagine della rivista a fumetti per adulti Blue, a partire dal numero 4 dell'aprile 1991, con il titolo Atlante Erotico. Verrà poi riproposta in volume con l'originario titolo Ex Libris Eroticis. La collaborazione di Rotundo con Blue inizia però già prima, sin dal primo numero della rivista, con la pubblicazione di alcuni racconti brevi; tra l'altro è proprio Rotundo a realizzare la copertina del primo numero di Blue del gennaio 1991. Per Blue realizzerà anche la serie Chinagirl, ancora erotismo ma con un'ambientazione più esotica, l'Estremo Oriente.
Successivamente viene anche apprezzato per le sue riduzioni a fumetti di opere letterarie, tra i quali va segnalata La pelle di Zigrino, romanzo scritto da Honoré de Balzac, Pasolini, basato sulle sceneggiature di Jean Dufaux e I miti greci. A fumetti di Luciano De Crescenzo.
Dal 1998 entra a far parte della scuderia Sergio Bonelli Editore che lo coinvolge sin dalle prime fasi della realizzazione del nuovo personaggio Brendon ideato da Claudio Chiaverotti, di cui realizza alcuni episodi, compreso il primo Nato il 31 febbraio del giugno 1998. La serie è ambientata in un desolato futuro post atomico e Brendon è un cavaliere di ventura classicamente senza macchia e senza paura. A partire dal numero 46 vengono affidate a Rotundo le copertine della serie fino a quel momento realizzate da Corrado Roi. Dal 2007 è anche copertinista della miniserie Volto Nascosto, ideata da Gianfranco Manfredi sempre per la Sergio Bonelli Editore, oltre che disegnatore di alcuni episodi.
Per le tante riviste come ad esempio Métal Hurlant, Torpedo, Sette con cui ha collaborato, Rotundo ha inoltre realizzato storie brevi e autoconclusive.
Ha collaborato anche con lo scrittore Giuseppe Ferrandino come disegnatore per fumetti quali Nero e Sandokan.
Tra i suoi lavori più recenti, realizzati direttamente in volume, va segnalata la saga dalle venature horror Prediction (sceneggiata da Pierre Makyo e colorata da Emanuele Tenderini) giunta per ora al secondo episodio e pubblicata dalla casa editrice Delcourt.
Rotundo è inoltre uno dei fondatori e docenti della Scuola Romana dei Fumetti e lavora anche per il cinema ed il teatro. Nel settore cinematografico ha collaborato, come illustratore, con la costumista Milena Canonero in numerosi film e opere teatrali. Ha lavorato come sketch artist per i film Crusade di Paul Verhoeven, Titus di Julie Taymor (candidato agli Oscar per i costumi), Wolfman di Joe Johnston e Gangs of New York di Martin Scorsese.
Nel settore dell'animazione ha realizzato il character design per la serie Ulisse. Il mio nome è Nessuno (Premio Kineo-Diamanti Cartoon On The Bay in Venice - Festival del Cinema di Venezia 2012) prodotta da RAI e The Animation Band.
Tra i premi vinti, nel 1990 lo Yellow Kid come miglior disegnatore italiano al Salone Internazionale dei Comics di Lucca e nel 1992 il premio F.M. di Trani, città di Foiano.
Rotundo è anche pittore, attività che svolge firmando le sue opere con lo pseudonimo «Max Grecoriaz».
Nel 2015 ha disegnato per Sergio Bonelli Editore il Texone numero 30 "Tempesta su Galveston" scritto da Pasquale Ruju.
Nel 2018 vince il Romics d'oro alla carriera in cui vengono premiati anche Martin Freeman e Tsukasa Hōjō.
Nel 2021 ha disegnato per Sergio Bonelli Editore lo speciale maxi Tex numero 29 "Mississipi Ring".
Nel Febbraio del 2024 esce per Sergio Bonelli editore il Tex alla francese numero 18 intitolato "Bounty hunters" su testi di Pasquale Ruju, sul quale Rotundo si occupa di disegni, colori e copertina.

## Riconoscimenti
- Premio Yellow Kid al Salone Internazionale dei Comics (1990)